# Fedor Serbinenko
Fedor Andreïevitch Serbinenko (en russe : Фёдор Андреевич Сербине́нко), né le 24 mai 1928 près de Stavropol et mort le 1er mars 2002 à Moscou, est un médecin russe ayant inventé la neurochirurgie endovasculaire. Il est notamment à l'origine de la technique d'embolisation grâce à des ballonnets qui a la manière de pratiquer la neurochirurgie vasculaire,. 
Selon Samuel M. Wolpert, Fedor Serbinenko aurait découvert cette technique de circulation d'un ballonnet à travers les artères en observant des enfants jouer sur la place rouge de Moscou avec des ballons remplis d'hélium à travers des câbles d'amarrage. Il aurait ensuite conçu des ballonnets en latex et en silicone dans un petit laboratoire, avant de reporter sa trouvaille dans une revue de recherche en 1971.
Cette invention a ensuite été industrialisée, grâce à la collaboration avec l'ingénieur polonais et industriel Leopold Płowiecki.
Il met au point en 1981 un système de traitement par voie endovasculaire : les coïls, qui fait diminuer la mortalité de 30 % des anévrismes intracrâniens par rapport à la chirurgie de l'époque.
Pour ses inventions on lui décerne le prix d'État de l'URSS et l'ordre du Mérite pour la Patrie de IVe classe (1998).
Mort à Moscou, Fedor Serbinenko est enterré au Cimetière Vagankovo.